# هر دو ما (فیلم ۱۹۸۵)
هر دو ما (به هندی: Hum Dono) فیلمی محصول سال ۱۹۸۵ و به کارگردانی بی. اس گلاد است. در این فیلم بازیگرانی همچون راجش خانا، رینا روی، هما مالینی، پریم نات، افتخار، جانی والکر، اوم شیپوری، جاگدیپ، مکری ایفای نقش کرده‌اند.